# Dondon
Dondon este o comună din arondismentul Saint-Raphaël, departamentul Nord, Haiti, cu o suprafață de 120,36 km2 și o populație de 31.469 locuitori (2009).